# Arrondissement Château-Thierry
Das Arrondissement Château-Thierry ist eine Verwaltungseinheit des französischen Départements Aisne in der Region Hauts-de-France. Hauptort (Unterpräfektur) ist Château-Thierry.

## Kantone
Zum Arrondissement gehören Gemeinden aus vier Kantonen:
- Château-Thierry
- Essômes-sur-Marne
- Fère-en-Tardenois (mit 20 von 76 Gemeinden)
- Villers-Cotterêts (mit 20 von 76 Gemeinden)

## Gemeinden
Die Gemeinden des Arrondissements Château-Thierry sind:
| 1. Armentières-sur-Ourcq (02023) | 2. Azy-sur-Marne (02042)           | 3. Barzy-sur-Marne (02051)         | 4. Belleau (02062)                |
| 5. Beuvardes (02083)             | 6. Bézu-le-Guéry (02084)           | 7. Bézu-Saint-Germain (02085)      | 8. Blesmes (02094)                |
| 9. Bonneil (02098)               | 10. Bonnesvalyn (02099)            | 11. Bouresches (02105)             | 12. Brasles (02114)               |
| 13. Brécy (02119)                | 14. Brumetz (02125)                | 15. Bruyères-sur-Fère (02127)      | 16. Bussiares (02137)             |
| 17. Celles-lès-Condé (02146)     | 18. La Chapelle-sur-Chézy (02162)  | 19. Charly-sur-Marne (02163)       | 20. Le Charmel (02164)            |
| 21. Chartèves (02166)            | 22. Château-Thierry (02168)        | 23. Chézy-en-Orxois (02185)        | 24. Chézy-sur-Marne (02186)       |
| 25. Chierry (02187)              | 26. Cierges (02193)                | 27. Coincy (02203)                 | 28. Condé-en-Brie (02209)         |
| 29. Connigis (02213)             | 30. Coulonges-Cohan (02220)        | 31. Coupru (02221)                 | 32. Courboin (02223)              |
| 33. Courchamps (02225)           | 34. Courmont (02227)               | 35. Courtemont-Varennes (02228)    | 36. Crézancy (02239)              |
| 37. La Croix-sur-Ourcq (02241)   | 38. Crouttes-sur-Marne (02242)     | 39. Dhuys et Morin-en-Brie (02458) | 40. Domptin (02268)               |
| 41. Dravegny (02271)             | 42. Épaux-Bézu (02279)             | 43. Épieds (02280)                 | 44. L’Épine-aux-Bois (02281)      |
| 45. Essises (02289)              | 46. Essômes-sur-Marne (02290)      | 47. Étampes-sur-Marne (02292)      | 48. Étrépilly (02297)             |
| 49. Fère-en-Tardenois (02305)    | 50. Fossoy (02328)                 | 51. Fresnes-en-Tardenois (02332)   | 52. Gandelu (02339)               |
| 53. Gland (02347)                | 54. Goussancourt (02351)           | 55. Grisolles (02356)              | 56. Hautevesnes (02375)           |
| 57. Jaulgonne (02389)            | 58. Latilly (02411)                | 59. Licy-Clignon (02428)           | 60. Loupeigne (02442)             |
| 61. Lucy-le-Bocage (02443)       | 62. Mareuil-en-Dôle (02462)        | 63. Marigny-en-Orxois (02465)      | 64. Mézy-Moulins (02484)          |
| 65. Montfaucon (02505)           | 66. Monthiers (02509)              | 67. Monthurel (02510)              | 68. Montigny-l’Allier (02512)     |
| 69. Montigny-lès-Condé (02515)   | 70. Montlevon (02518)              | 71. Montreuil-aux-Lions (02521)    | 72. Mont-Saint-Père (02524)       |
| 73. Nanteuil-Notre-Dame (02538)  | 74. Nesles-la-Montagne (02540)     | 75. Neuilly-Saint-Front (02543)    | 76. Nogentel (02554)              |
| 77. Nogent-l’Artaud (02555)      | 78. Pargny-la-Dhuys (02590)        | 79. Passy-sur-Marne (02595)        | 80. Pavant (02596)                |
| 81. Priez (02622)                | 82. Reuilly-Sauvigny (02645)       | 83. Rocourt-Saint-Martin (02649)   | 84. Romeny-sur-Marne (02653)      |
| 85. Ronchères (02655)            | 86. Rozet-Saint-Albin (02662)      | 87. Rozoy-Bellevalle (02664)       | 88. Saint-Eugène (02677)          |
| 89. Saint-Gengoulph (02679)      | 90. Saponay (02699)                | 91. Saulchery (02701)              | 92. Sergy (02712)                 |
| 93. Seringes-et-Nesles (02713)   | 94. Sommelans (02724)              | 95. Torcy-en-Valois (02744)        | 96. Trélou-sur-Marne (02748)      |
| 97. Vallées en Champagne (02053) | 98. Vendières (02777)              | 99. Verdilly (02781)               | 100. Veuilly-la-Poterie (02792)   |
| 101. Vézilly (02794)             | 102. Vichel-Nanteuil (02796)       | 103. Viels-Maisons (02798)         | 104. Viffort (02800)              |
| 105. Villeneuve-sur-Fère (02806) | 106. Villers-Agron-Aiguizy (02809) | 107. Villers-sur-Fère (02816)      | 108. Villiers-Saint-Denis (02818) |

## Neuordnung der Arrondissements 2017

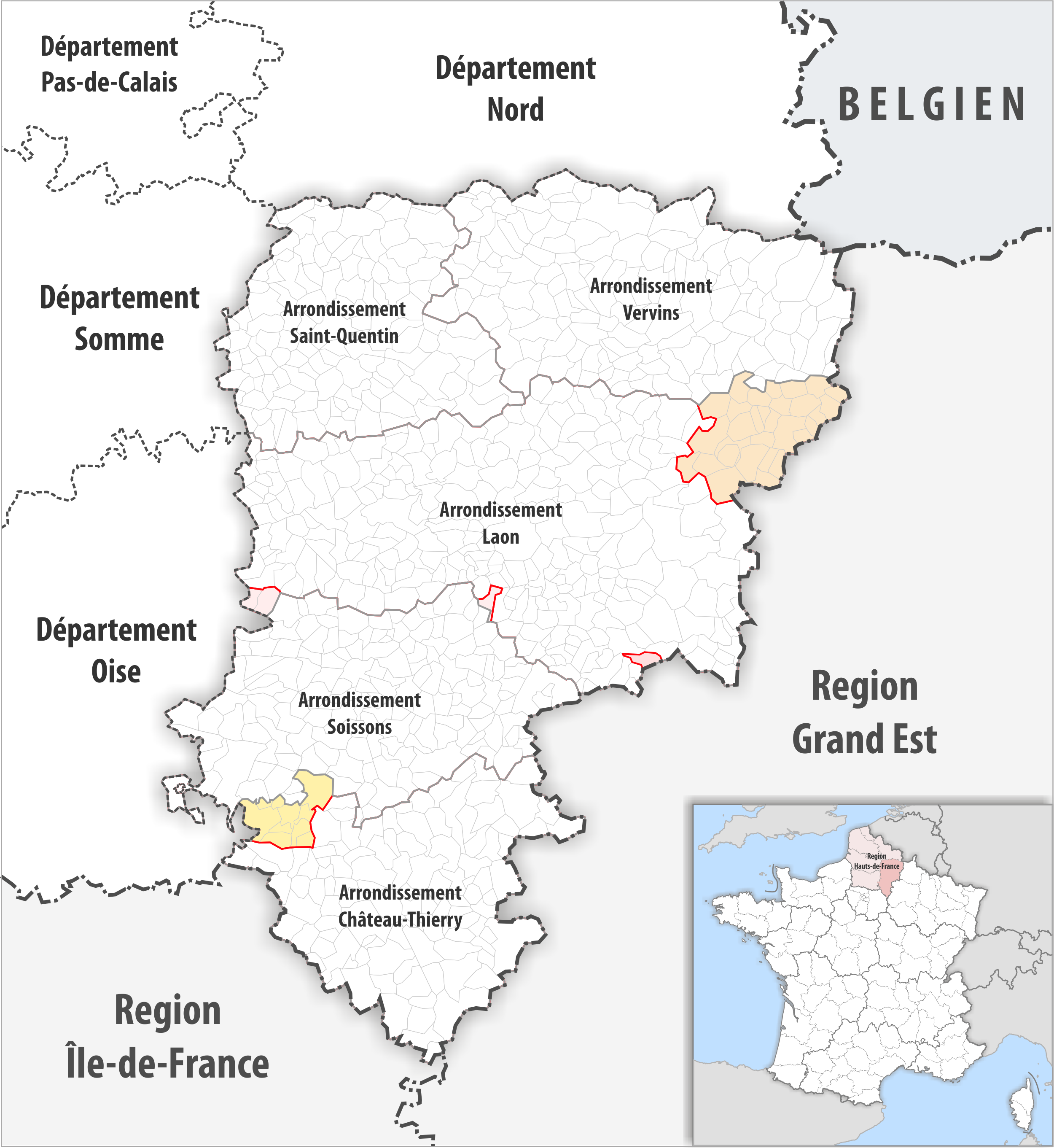
Arrondissementsanpassungen im Jahr 2017

Durch die Neuordnung der Arrondissements im Jahr 2017 wurde die Fläche der 10 Gemeinden Chouy, Dammard, La Ferté-Milon, Macogny, Marizy-Saint-Mard, Marizy-Sainte-Geneviève, Monnes, Passy-en-Valois, Silly-la-Poterie und Troësnes aus dem Arrondissement Château-Thierry dem Arrondissement Soissons zugewiesen.

## Ehemalige Gemeinden seit 2015
bis 2015:
Artonges, Baulne-en-Brie, La Celle-sous-Montmirail, La Chapelle-Monthodon, Fontenelle-en-Brie, Marchais-en-Brie, Saint-Agnan
Koordinaten: 49° 3′ N, 3° 24′ O